# Rajam
Rajam è una suddivisione dell'India, classificata come census town, di 23.258 abitanti, situata nel distretto di Srikakulam, nello stato federato dell'Andhra Pradesh. In base al numero di abitanti la città rientra nella classe III (da 20.000 a 49.999 persone).

## Società

### Evoluzione demografica
Al censimento del 2001 la popolazione di Rajam assommava a 23.258 persone, delle quali 11.816 maschi e 11.442 femmine. I bambini di età inferiore o uguale ai sei anni assommavano a 2.460, dei quali 1.236 maschi e 1.224 femmine. Infine, coloro che erano in grado di saper almeno leggere e scrivere erano 15.419, dei quali 8.804 maschi e 6.615 femmine.